# Bernhard Stierle
Bernhard Stierle (ur. 30 stycznia 1942) – niemiecki lekkoatleta, skoczek w dal. W czasie swojej kariery startował w barwach Republiki Federalnej Niemiec.
Zdobył brązowy medal w skoku w dal na europejskich igrzyskach halowych w 1968 w Madrycie (wyprzedzili go tylko reprezentanci Związku Radzieckiego Igor Ter-Owanesian i Tõnu Lepik).
Był halowym wicemistrzem RFN w skoku w dal w 1968.
W 1974 zademonstrował nową technikę skoku w dal – po wybiciu się wykonywał salto w powietrzu i opadał nogami na zeskok. Podczas mistrzostw południowych Niemiec 2 lutego 1974 w Böblingen uzyskał tą techniką odległość 7,42 m. Choć nie był pierwszym lekkoatletą, który próbował wykonać salto podczas skoku w dal, to właśnie eksperymenty Stierlego sprawiły, że Międzynarodowa Federacja Lekkoatletyki Amatorskiej zakazała, na wniosek Niemieckiego Związku Lekkoatletyki, stosowania tej techniki jako zbyt niebezpiecznej.
Rekord życiowy Stierlego wynosił 7,60 m. Został ustanowiony 28 lipca 1968 w Wormacji. Stierle reprezentował klub Salamander Kornwestheim.